# Koronowo
Koronowo je polské město v okrese Bydhošť v Kujavsko-pomořském vojvodství. Je centrem městsko-vesnické gminy Koronowo.
V roce 2011 zde žilo 11 332 obyvatel.